# Marie de Vichy Chamrond

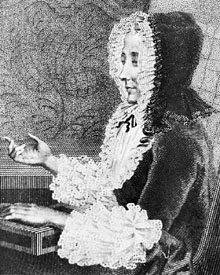
Madame du Deffand

Marie de Vichy-Chamrond (oder Champrond), marquise du Deffand (* 25. September 1697 auf Schloss Chamrond bei Charolles; † 23. August 1780 in Paris), bekannt als Marquise du Deffand, war eine französische Salonnière im Zeitalter der Aufklärung.

## Leben und Wirken
Marie stammte aus einer französischen Adelsfamilie, ihr Vater war Gaspard de Vichy, Comte de Champrond (* 1665), Capitaine Lieutenant des Gendarmes des Duc de Berry und seiner Ehefrau Anne Brûlart (* 1670). Ihre schulische Erziehung erhielt sie in einem Kloster. Als junges Mädchen fielen hier schon ihr Witz und ihre Dreistigkeit auf, so dass die ratlosen Nonnen den Bischof Massillon einbestellten, der das Gespräch mit dem hübschen Mädchen allerdings sehr genoss.
Im Jahr 1718 heiratete sie den Offizier Marquis du Deffand (1688–1750), den sie aber schon bald verließ, um an den Hof des Herzogs von Orléans zu gehen. Für kurze Zeit soll sie Mätresse des Regenten gewesen sein. Nach ihrer Scheidung eröffnete sie in Paris einen Salon, der von gesellschaftlichen und geistigen Größen gleichermaßen gern besucht wurde. 
Mit Charles-Jean-François Hénault, der seit 1728 verwitwet war, begann sie im Jahre 1731 eine dauerhafte Partnerschaft.
Sie stand im eifrigen Briefwechsel mit den Aufklärern Voltaire, Montesquieu und D’Alembert, die, wie der Großteil der Enzyklopädisten, auch in ihrem Salon verkehrten.
Im Jahre 1753 erblindete sie und nahm ihre Nichte Julie de Lespinasse als Gesellschafterin zu sich, beide überwarfen sich aber zehn Jahre später und die Lespinasse eröffnete, unterstützt von Madame Geoffrin, einen eigenen Salon. Den Großteil der Klientel der Marquise nahm sie dabei gleich mit, und damit verlor der Salon von Madame du Deffand seine Anziehungskraft fast völlig. Sie verbitterte, verliebte sich aber fast 70-jährig in den Schriftsteller Horace Walpole, mit dem sie ab 1766 in reger Korrespondenz stand und der ihr auch aus finanzieller Notsituation half.
Ihre klugen, kulturhistorisch wertvollen Briefe gingen nicht nur in die Literaturgeschichte ein, sondern weisen sie auch als einen der scharfsinnigsten Geister ihres Jahrhunderts aus.

## Werke
- Lettres. Edition Slatkine, Genf 1971 (Repr.d. Ausg. Paris 1876)
- Anekdoten und Urtheile über merkwürdige Menschen Deutsche Übersetzung der Briefe von Meta Forkel-Liebeskind. In: Morgenblatt für gebildete Stände Nr. 199, S. 795, Nr. 200, S. 799 f., Nr. 201, S. 803 und Nr. 202, S. 806, Jahrgang 1812